# Bulevardi Zogu i Parë

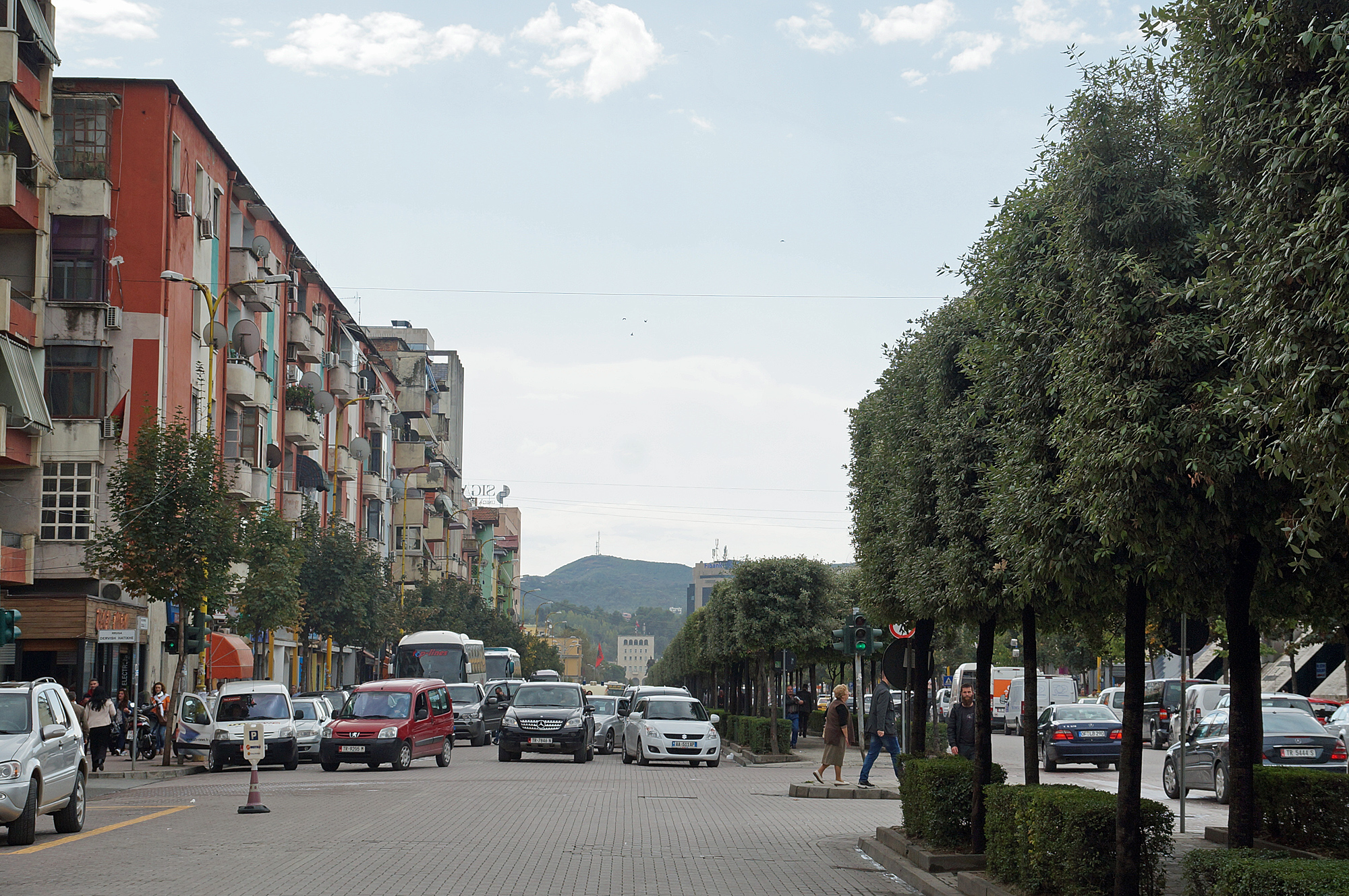
Kurz vor dem Skanderbeg-Platz – Blickrichtung Süd

Der Bulevardi Zogu i Parë ist eine Prachtstraße in der albanischen Hauptstadt Tirana. Der Boulevard hatte in seiner Geschichte mehrere Namen, seit dem Sturz der Diktatur 1990/91 hat er wieder seinen ursprünglichen Namen Zogu i Parë (Zogu I.) und ist somit nach dem König Albaniens, Ahmet Zogu (1895–1961), benannt.

## Städtebauliche Bedeutung und Anlage
Die schnurgerade, etwas über 700 Meter lange Straße verbindet das Stadtzentrum am Skanderbeg-Platz mit dem Franz-Nopca-Platz nördlich davon, wo sich bis 2013 der Bahnhof befand.
Der Bulevardi Zogu i Parë ist die nördliche Fortsetzung des Bulevardi Dëshmorët e Kombit, welcher den zentralen Skanderbeg-Platz mit dem Mutter-Teresa-Platz im Süden verbindet, und weswegen sie auch zeitweilig Bulevardi Dëshmorët e Kombit genannt wurde. Zusammen bilden die Straßen eine durchgehende Nord-Süd-Achse durch die Innenstadt Tiranas, die ab 2013 eine Fortsetzung über das Areal des ehemaligen Bahnhofs weiter nach Norden erhielt. Der sogenannte Bulevardi i Ri (Neuer Boulevard) erschließt die nördlichen Stadtteile und Vororte; 2019 wurde ein weiteres Stück eröffnet, so dass er heute fast bis zum Fluss Tirana führt.

Der Boulevard wird wie die vom Skanderbeg-Platz nach Westen führende Rruga e Kavajës durch einen breiten Mittelstreifen geteilt. Der Mittelstreifen ist mit Bäumen bepflanzt und dient heute als Fahrradweg.

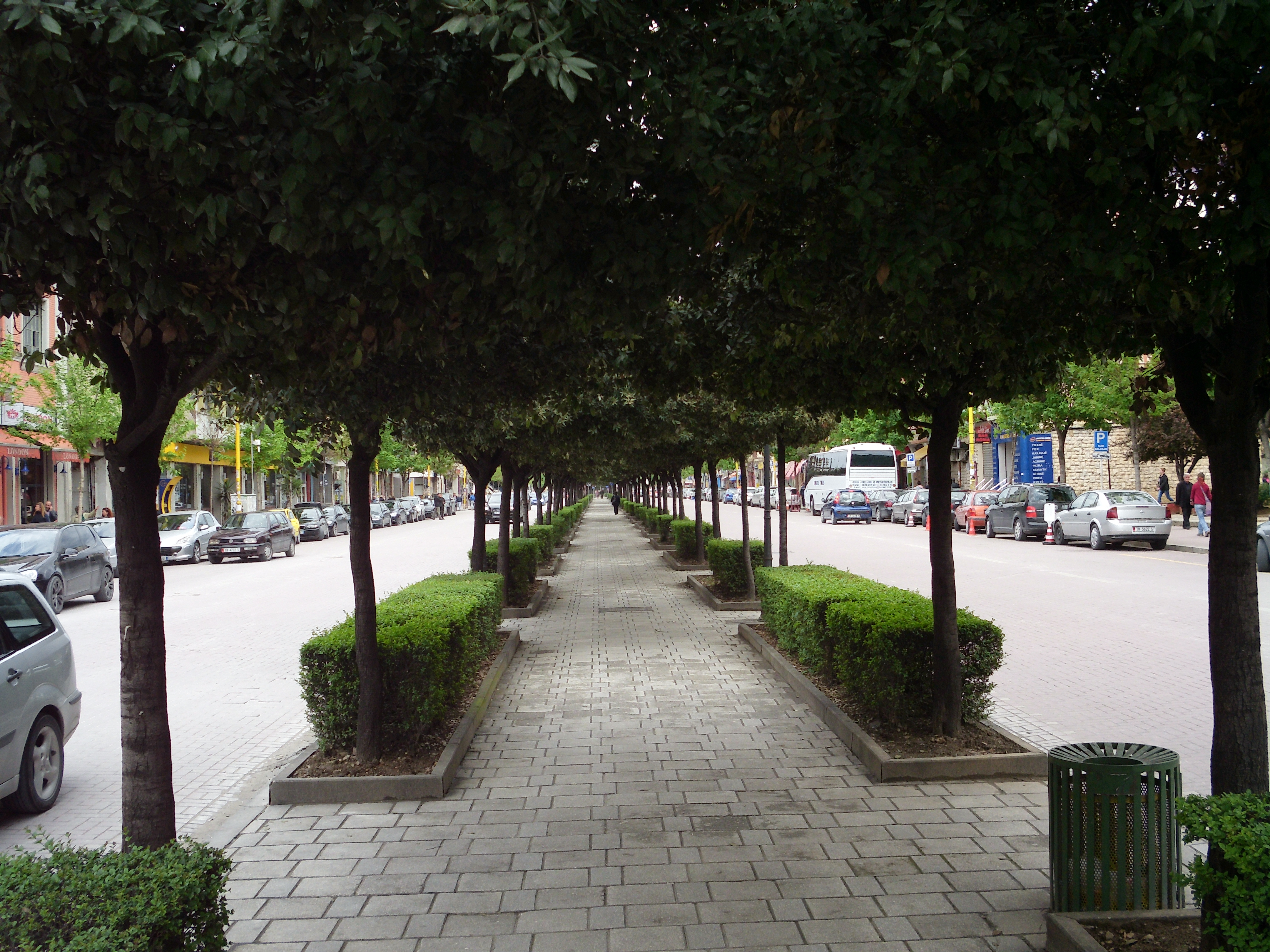
Mit Bäumen bepflanzter Mittelstreifen

Für die Zukunft ist geplant, dass eine Tramlinie durch die Straße geführt wird.

## Geschichte
Die Bauarbeiten zum Bulevardi Zogu i Parë begannen 1930 und dauerten einige Jahre. Während der Herrschaft der Partei der Arbeit war die Prachtstraße zu Ehren Josef Stalins in Bulevardi Stalin benannt. Heute sind die Fahrbahnen durch einen Mittelstreifen getrennt, auf dem sich ein Gehsteig befindet.

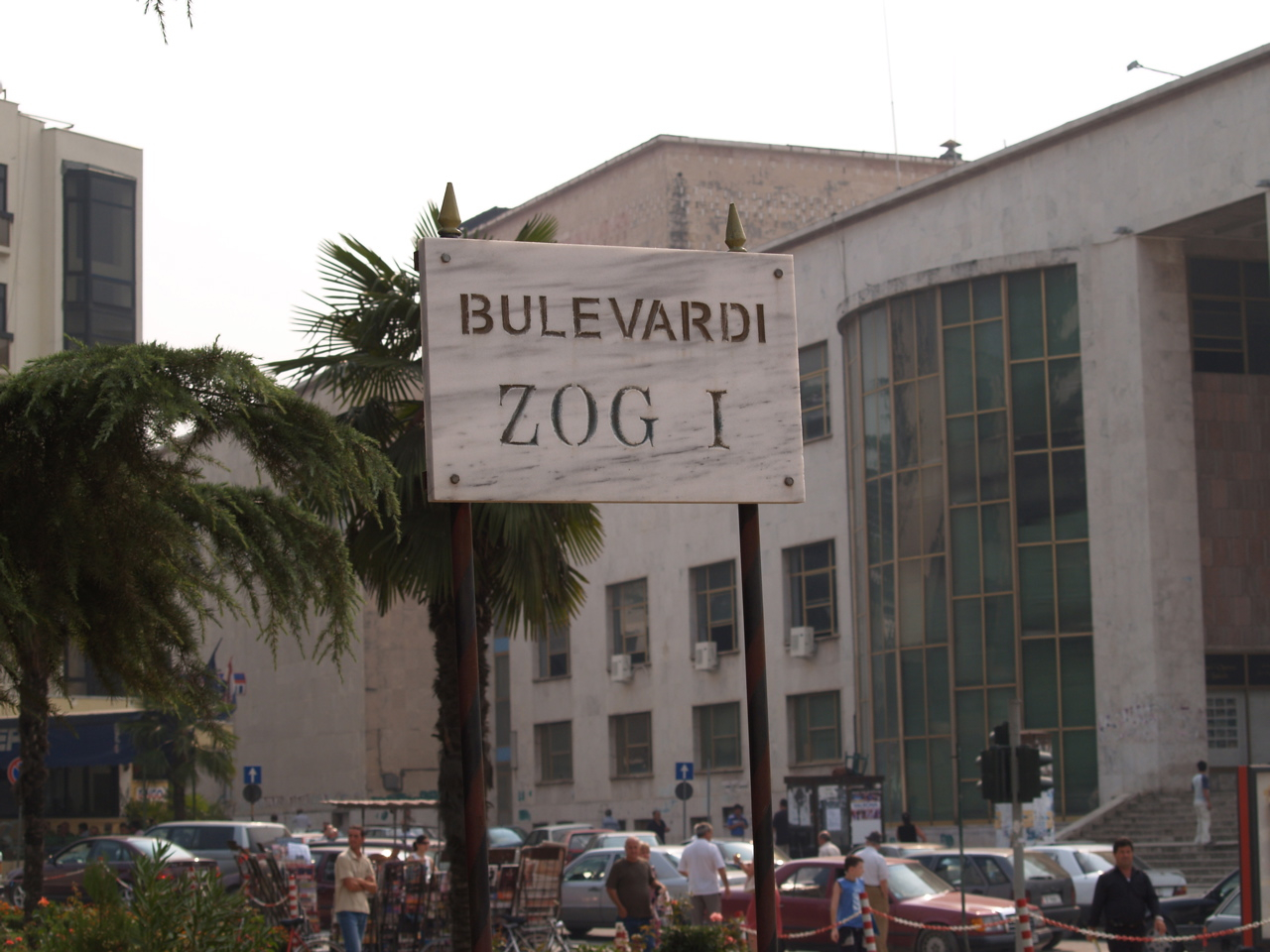
Straßenschild am Skanderbeg-Platz

## Verlauf
Der Boulevard beginnt am Skanderbeg-Platz, wo sich zuerst rechtsseitig das Tirana International Hotel und linksseitig das Historische Nationalmuseum mit dem dazugehörigen Blumengarten befinden. Die ersten Meter sind seit der Umgestaltung des Skanderbeg-Platzes im Jahr 2017 verkehrsberuhigt und in die Gestaltung des Platzes einbezogen. 
Anschließend kreuzt der Boulevards den Inneren Ring, hier bestehend aus den Straßen Rruga Urani Pano (Osten) und Rruga Ded Gjo Luli (Westen). Danach folgen mehrstöckige Bauten mit Wohnungen, Geschäften und Büros. 
An der nächsten Kreuzung münden die Straßen Rruga Fortuzi westlich und Rruga Bardhok Biba östlich in den Bulevardi Zogu i Parë, hier befindet sich im gleichen Gebäude der Hohe Justizrat und das Innenministerium. 
Weiter entlang der Straße stehen zuerst links und rechts relativ kleine Wohnbauten, bevor dann mehrstöckige Plattenbauten folgen. Rechts des Boulevards liegt das Obstetrisch-Gynäkologische Universitätsspital „Königin Géraldine“, gleich gegenüber befindet sich die Naturwissenschaftliche Fakultät der Universität Tirana. 
Kurz bevor die Straße endet, verzweigt links die Straße Rruga Haxhi Hysen Dalliu. Beim Franz-Nopca-Platz am zweiten Ring (Rruga Asim Vokshi nach Westen, Rruga Reshit Petrela nach Osten) endet der Bulevardi Zogu i Parë. 
Hier stehen ringsum hohe Wohn- und Bürogebäude. Im Norden, wo bis 2013 der Bahnhof Tirana lag, erstreckt sich heute der auf den Seiten noch unverbaute und deutlich breitere Bulevardi i Ri.